# Tandem Aero
Tandem Aero – mołdawska linia lotnicza z siedzibą w Kiszyniowie. Została założona w 1998 roku, zakończyła działalność 21 kwietnia 2019. Obsługiwała dwa połączenia do Kijowa i Tel Awiwu. 
W 2008 linia przewiozła 24700 pasażerów. 

## Flota
| Typ                  | Liczba | Zamówienia | Uwagi |
| -------------------- | ------ | ---------- | ----- |
| Airbus A320          | 1      | 0          |       |
| Embraer 120 Brasilia | 1      | 0          |       |